# Messier 28
Messier 28 (také M28 nebo NGC 6626) je kulová hvězdokupa v souhvězdí Střelce s magnitudou 6,8 a zdánlivým průměrem 11,2'. Objevil ji Charles Messier 27. července 1764. Hvězdokupa je od Země vzdálená 17 900 ly.
V roce 1987 se stala v pořadí teprve druhou kulovou hvězdokupou, v níž byl objevený milisekundový pulsar (tou první byla M4).

## Pozorování

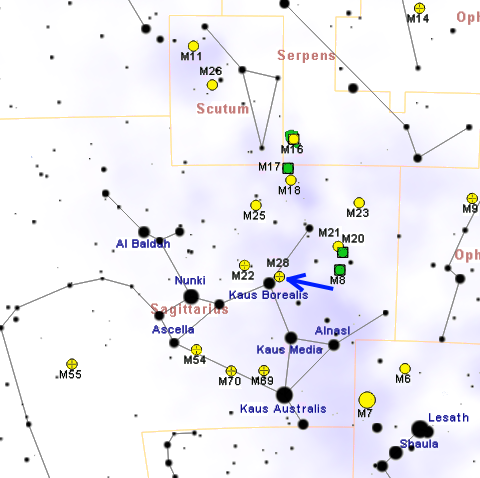
Poloha M 28 v souhvězdí Střelce.

M28 se nachází v oblasti středně bohaté na pohledné hvězdy, nachází se totiž v blízkosti hlavních hvězd souhvězdí Střelce, které svým rozložením připomínají obrys čajové konvice. Hvězdokupa leží necelý 1° severozápadně od hvězdy Kaus Borealis (λ Sgr), která dokonce může při pozorování hvězdokupy rušit. Za vhodných povětrnostních podmínek je viditelná i triedrem 10x50, i když je v něm vidět pouze jako velmi slabá neostrá bělavá tečka. Na hvězdy ji začíná rozkládat dalekohled o průměru 150 mm. Jihovýchodní okraj hvězdokupy se zdá být méně bohatý na hvězdy.
Poblíž M28 se nachází mnoho dalších objektů Messierova katalogu, například 3° východně leží kulová hvězdokupa M22 a severozápadním směrem jsou to další objekty mezi mlhovinou Laguna a Orlí mlhovinou.
M28 je možno jednoduše pozorovat z většiny obydlených oblastí Země, protože má dostatečně nízkou jižní deklinaci. Přesto není pozorovatelná v některých částech severní Evropy a Kanady, tedy blízko polárního kruhu, a ve střední Evropě zůstává poměrně nízko nad obzorem. Na jižní polokouli je hvězdokupa dobře viditelná vysoko na obloze během jižních zimních nocí. Nejvhodnější období pro její pozorování na večerní obloze je od června do října.

## Historie pozorování
Hvězdokupu M28 objevil Charles Messier 27. července 1764 a popsal ji takto: "Mlhovina, která neobsahuje hvězdy. Kulatá, obtížně viditelná v dalekohledu s ohniskovou délkou 3,5 stopy. Průměr 2'." Podobně jako další kulové hvězdokupy i tuto jako první rozložil na jednotlivé hvězdy William Herschel a jeho syn John ji důkladně popsal a poznamenal, že její nejjasnější hvězdy jsou 14. a 15. magnitudy.

## Vlastnosti
Skutečný průměr této hvězdokupy, vypočítaný z jejího zdánlivého průměru 11,2' a vzdálenosti od Země 17 900 ly, je kolem 60 světelných let. V této hvězdokupě bylo nalezeno 18 proměnných hvězd typu RR Lyrae. V roce 1987 se stala teprve druhou kulovou hvězdokupou, ve které byl objeven milisekundový pulsar; tou první byla kulová hvězdokupa M4. M28 se od Země vzdaluje rychlostí 17 km/s.